# Cyphomyia altifrons
Cyphomyia altifrons är en tvåvingeart som beskrevs av James 1939. Cyphomyia altifrons ingår i släktet Cyphomyia och familjen vapenflugor. Inga underarter finns listade i Catalogue of Life.